# حجينة وحيدة الزهرة
حُجَيْنَة وحيدة الزهرة  نوع من الحجينة. عشبة دوفصية سبروتية. أوراقها قليلة من 2 إلى 3، لونها إلى الخضار البحري قدية تطول نحو 15سم. شمراخها يرتفع من 10 إلى 15 سم. زهرتها حمراء كبيرة القد، قطرها نحو 5 سم. تنويرها يستمر طوال شهر كانون الأول.